# میگل کوتو
میگل کوتو (اسپانیایی: Miguel Cotto‎؛ زادهٔ ۲۹ اکتبر ۱۹۸۰) بوکسور اهل پورتوریکو است.